# The Way Women Love
The Way Women Love er en amerikansk stumfilm fra 1920 af Marcel Perez.

## Medvirkende
- Rubye De Remer som Judith Reytnard
- Walter Miller som Ralph Barr
- Tom Magrane som Schedd
- Henry W. Pemberton som Trent
- Edward Elkas
- Walter Greene